# Плесенское
Плесенское — деревня в Наро-Фоминском районе Московской области, в составе сельского поселения Ташировское. В деревне числятся 6 садовых товариществ. До 2006 года Плесенское входило в состав Ташировского сельского округа.
Деревня расположена в юго-западной части района, на правом берегу реки Плесенки (приток Нары), у устья Ольшанки, примерно в 8 км к западу от города Наро-Фоминска, высота центра над уровнем моря 181 м. Ближайшие населённые пункты — Новоникольское в 1 км на запад, Шапкино в 1,5 км на юг и Редькино в 2 км на восток.

## История
Во второй половине XVIII века земли в районе Плесенского (Плесницкого) принадлежали нескольким владельцам; среди них: секунд-майор князь Григорой Алексеевич Щербатов, майор Николай Иванович Ченцов, статский советник Иван Иванович Крюков, морской артиллерии унтер-лейтенант Никита Семенович Шипилов, прапорщик Михаил Семенович Безбородко. В первой половине XIX века здесь — усадьба московского генерал-губернатора князя А. Г. Щербатова. В начале XIX века вблизи Плесенского землевладелец Д. П. Скуратов построил стекольный завод. Также с 1833 года владелицей Плесенского значилась жена промышленника и учёного К. И. Шлиппе, Агнесса Фёдоровна Шлиппе. К. И. Шлиппе основал здесь химический завод; в 1845 году на нём трудились 65 рабочих, выпускавших продукции на 75214 рублей серебром. С 1867 года им управляли его сыновья — Владимир и Виктор.

## Население
| 2002 | 2006 | 2010 |
| ---- | ---- | ---- |
| 59   | ↗62  | ↗94  |